# ATC (B03)
Jest to część klasyfikacji anatomiczno-terapeutyczno-chemicznej:
- B – Krew i układ krwiotwórczy
  - B 01 – Leki przeciwzakrzepowe
  - B 02 – Leki przeciwkrwotoczne
  - B 03 – Leki stosowane w niedokrwistości
  - B 05 – Preparaty krwiozastępcze i roztwory do wlewów
  - B 06 – Inne leki hematologiczne

## B 03 A – Preparaty zawierające związki żelaza
- B 03 AA – Preparaty żelaza dwuwartościowego podawane doustnie
  - B 03 AA 01 – glicynosiarczan żelaza
  - B 03 AA 02 – fumaran żelaza(II)
  - B 03 AA 03 – glukonian żelaza
  - B 03 AA 04 – węglan żelaza
  - B 03 AA 05 – chlorek żelaza(II)
  - B 03 AA 06 – bursztynian żelaza
  - B 03 AA 07 – siarczan żelaza(II)
  - B 03 AA 08 – winian żelaza
  - B 03 AA 09 – asparaginian żelaza
  - B 03 AA 10 – askorbinian żelaza
  - B 03 AA 11 – jodek żelaza
  - B 03 AA 12 – cytrynian sodu żelaza(II)
- B 03 AB – Preparaty żelaza trójwartościowego podawane doustnie
  - B 03 AB 01 – cytrynian sodu żelaza(III)
  - B 03 AB 02 – sacharynian tlenku żelaza
  - B 03 AB 03 – feredenian żelaza
  - B 03 AB 04 – wodorotlenek żelaza
  - B 03 AB 05 – dekstriferron
  - B 03 AB 07 – kompleks siarczanu chodroityny i żelaza
  - B 03 AB 08 – kompleks żelaza z acetylowaną transferryną
  - B 03 AB 09 – proteinianobursztynian żelaza
  - B 03 AB 10 – żelazo(III) maltolu
- B 03 AC – Preparaty żelaza podawane pozajelitowo
- B 03 AD –  Preparaty żelaza w połączeniu z kwasem foliowym
  - B 03 AD 01 – kompleksy żelaza z aminokwasami oraz kwasem foliowym
  - B 03 AD 02 – fumaran żelaza(II) i kwas foliowy
  - B 03 AD 03 – siarczan żelaza(II) i kwas foliowy
  - B 03 AD 04 – dekstriferron i kwas foliowy
  - B 03 AD 05 – glukonian żelaza(II) i kwas foliowy
- B 03 AE – Preparaty żelaza w innych połączeniach
  - B 03 AE 01 – połączenia żelaza, witaminy B12 i kwasu foliowego
  - B 03 AE 02 – połączenia żelaza, multiwitamin i kwasu foliowego
  - B 03 AE 03 – połączenia żelaza i multiwitamin
  - B 03 AE 04 – połączenia żelaza, multiwitamin i składników mineralnych
  - B 03 AE 10 – różne połączenia

## B 03 B – Witamina B12i kwas foliowy
- B 03 BA – Witamina B12 (cyjanokobalamina i pochodne)
  - B 03 BA 01 – Cyjanokobalamina
  - B 03 BA 02 – kompleks cyjanokobalaminy z taniną
  - B 03 BA 03 – hydroksykobalamina
  - B 03 BA 04 – kobamamid
  - B 03 BA 05 – mekobalamina
  - B 03 BA 51 – cyjanokobalamina w połączeniach
  - B 03 BA 53 – hydroksykobalamina w połączeniach
- B 03 BB – Kwas foliowy i jego pochodne
  - B 03 BB 01 – kwas foliowy
  - B 03 BB 51 – kwas foliowy w połączeniach

## B 03 X – Inne leki stosowane w niedokrwistości
- B 03 XA – Inne leki stosowane w niedokrwistości
  - B 03 XA 01 – erytropoetyna
  - B 03 XA 02 – darbepoetyna alfa
  - B 03 XA 03 – glikol metoksypolietylenowy epoetyny beta
  - B 03 XA 04 – peginesatid
  - B 03 XA 05 – roksadustat
  - B 03 XA 06 – luspatercept
  - B 03 XA 07 – daprodustat
  - B 03 XA 08 – wadadustat